# Stadio repubblicano Vazgen Sargsyan
Lo stadio repubblicano Vazgen Sargsyan (in armeno Վազգեն Սարգսյանի անվան Հանրապետական մարզադաշտ?, Vazgen Sargsyani anvan Hanrapetakan marzadasht), conosciuto anche come stadio repubblicano (in armeno Հանրապետական մարզադաշտ?, Hanrapetakan marzadasht), è un impianto sportivo situato a Erevan, capitale dell'Armenia.
Viene utilizzato principalmente da squadre calcistiche ed è lo stadio della nazionale armena di calcio. Ha una capienza di 14 403 spettatori.

## Storia

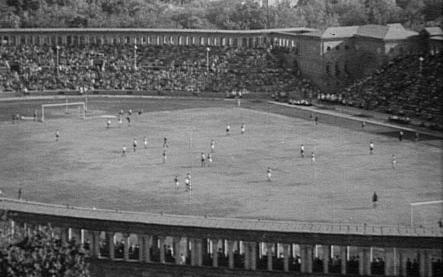
Il vecchio stadio Dinamo

Nel 1931 l'organizzazione sportiva Dinamo chiese al consiglio comunale dei commissari armeni il permesso di costruire uno stadio di calcio ad Erevan. La richiesta fu accettata con la concessione di 16 ettari di terreno nel centro della città.
Lo stadio venne costruito durante l'era sovietica tra il 1933 e il 1935, anno in cui fu inaugurato con il nome Stadio Dinamo.. L'architetto dello stadio fu Koryun Hakobyan; anche G. Chgnavoryan prese parte al progetto dello stadio.
La prima partita si svolse nel mese di giugno 1935, quando lo Spartak Erevan affrontò il KBKT Mosca nell'incontro inaugurale.
Dopo la fine della seconda guerra mondiale, alcuni sviluppi furono implementati nel 1953 e, successivamente, nel 1963.
Nel 1999, dopo un grosso restauro, il nome venne cambiato in Stadio Repubblicano(Hanrapetakan Stadium) e alla fine dello stesso anno, dopo l'uccisione dell'ex primo ministro armeno Vazgen Sargsyan, il nome dello stadio fu cambiato ufficialmente in Stadio Repubblicano Vazgen Sargsyan. Attualmente è usato per partite di calcio ed è lo stadio di casa della nazionale di calcio dell'Armenia e della squadra dello Ulisses FC della massima serie armena.
Un grande restauro era stato pianificato per il 1995, ma progetto fu ritardato a causa di difficoltà finanziarie. Nel 1999 fu lanciato un processo di rinnovamento a larga scala e più di 3 milioni di dollari furono spesi nello sviluppo dell'infrastruttura, nei posti a sedere e molti altri servizi, con il co-finanziamento del comitato esecutivo della UEFA. Alla fine del 2000 lo stadio era stato completamente rinnovato con una copertura.
Un altro grande rinnovo fu realizzato nel 2008 tramite la compagnia israeliana Green Diversified Ltd. Il campo sportivo fu completamente sostituito da una superficie moderna, la tribuna d'onore fu ripristinata e fu installato un moderno sistema di sicurezza adeguato agli standard della UEFA. Alla fine di agosto del 2008, lo stadio era pronto per ospitare gli incontri sul nuovo terreno di gioco. A causa del rifacimento della nuova tribuna d'onore, la capacità dello stadio è diminuita da 14.968 agli attuali 14.403 posti a sedere.

## Galleria d'immagini

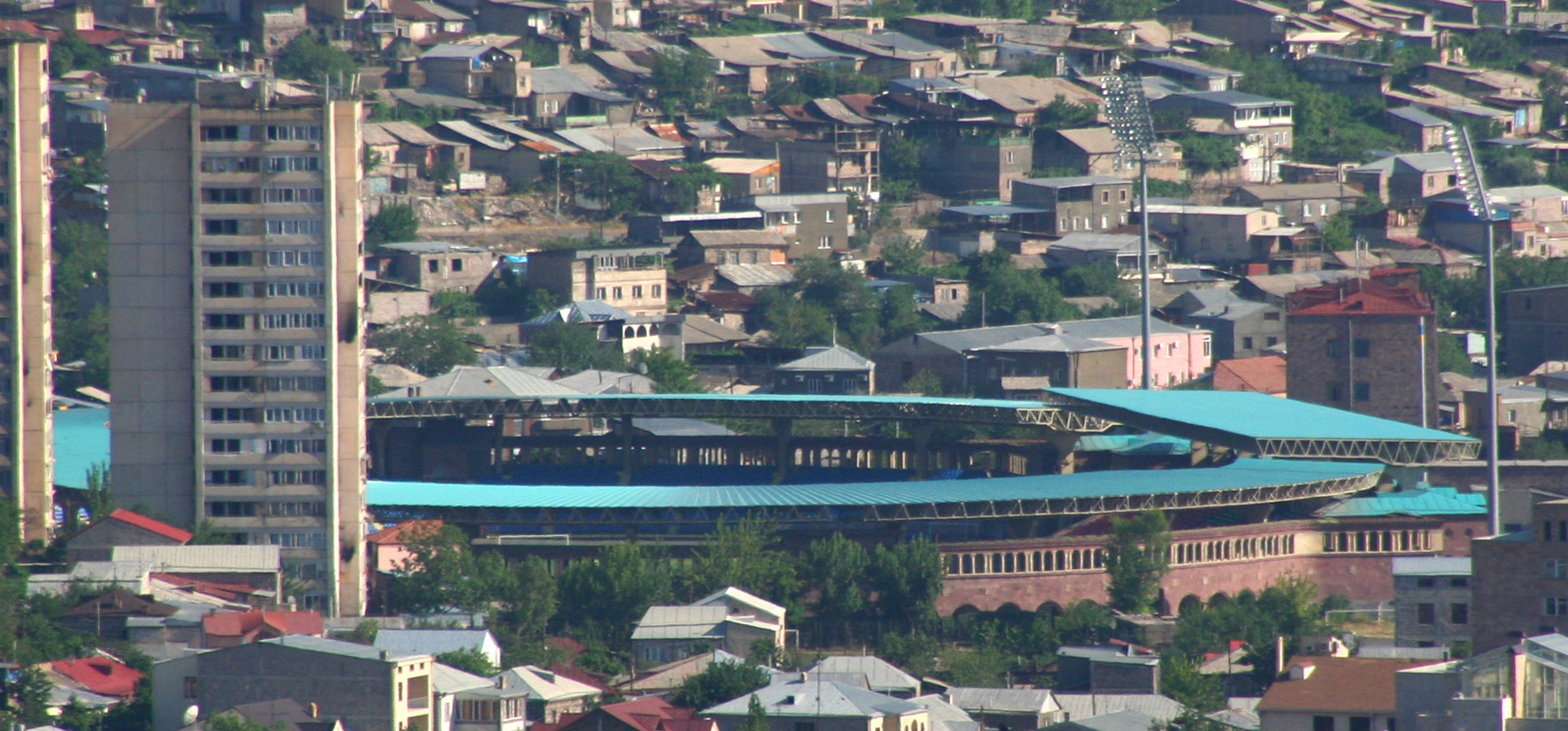
Veduta esterna
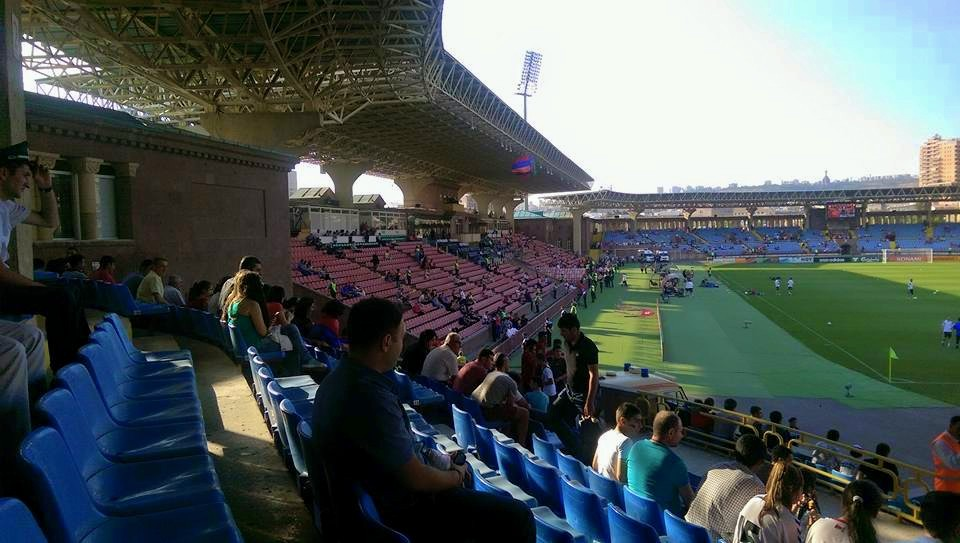
La tribuna ovest (sedie rosse)
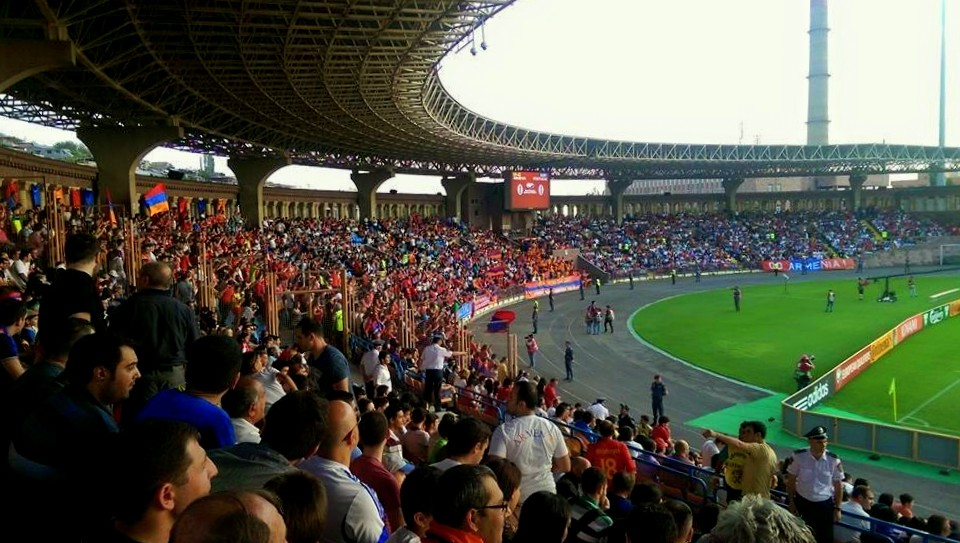
La tribuna sud
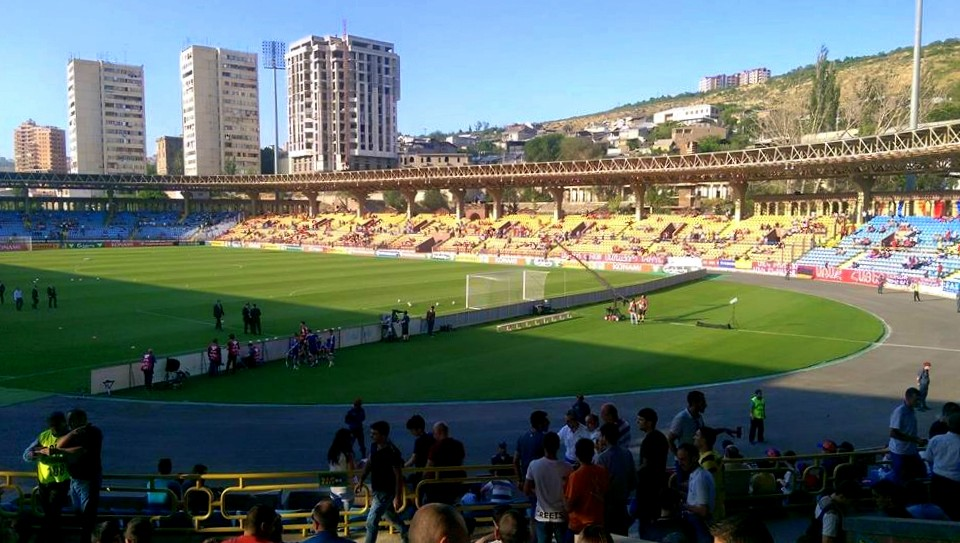
La tribuna est (sedie arancioni)
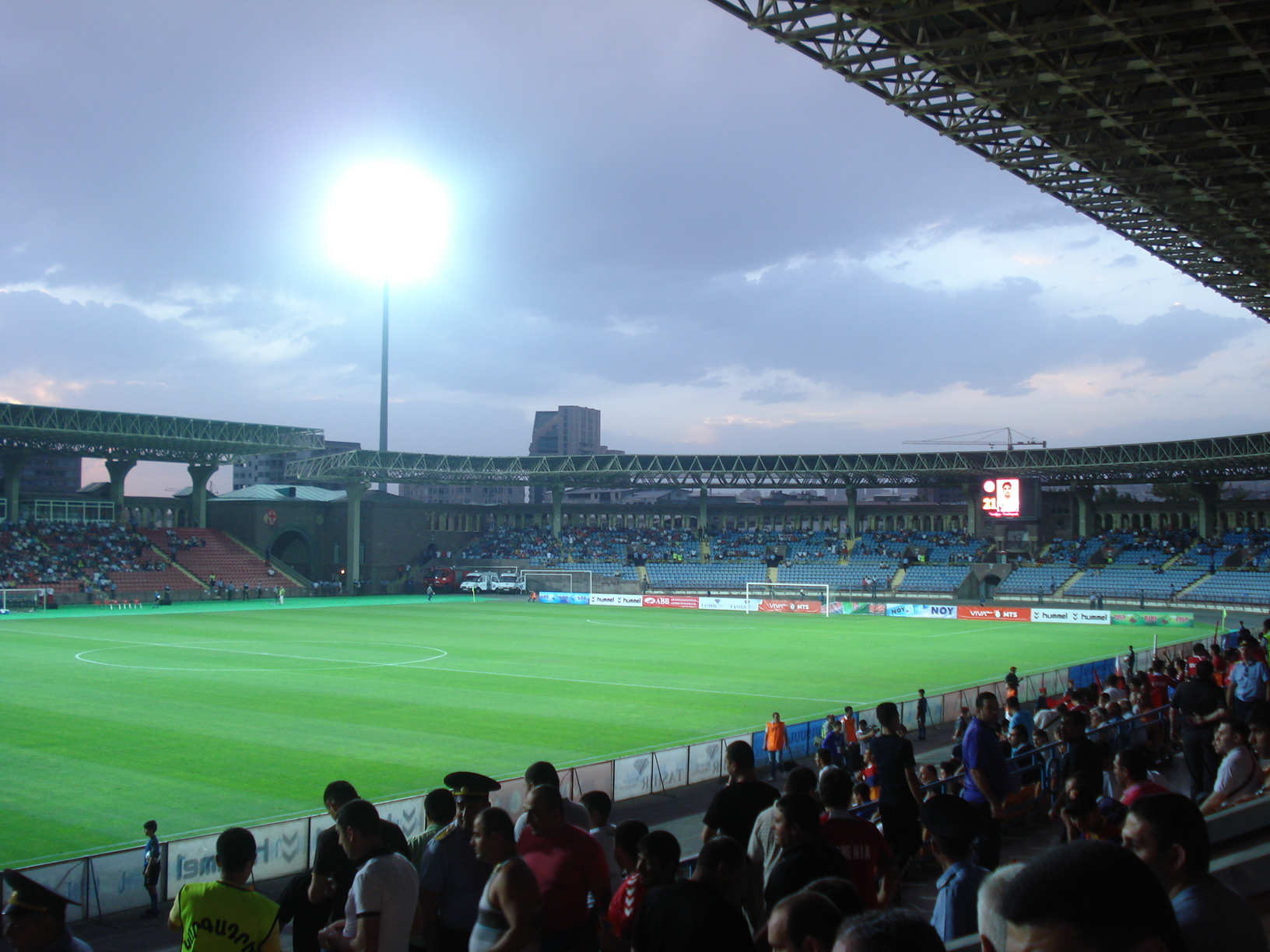
La tribuna nord (sedie blu)